# Landrat du canton de Nidwald
Législature 2022-2026
Mairie de Stans
Le Landrat du canton de Nidwald est le parlement du canton de Nidwald. 
Son siège est à Stans.

## Compétences et organisation
Le Landrat siège à Stans, le chef-lieu du canton.

## Élection
Le Landrat est élu tous les quatre ans à la double proportionnelle. 
Chaque commune du canton (au nombre de onze) forme une circonscription électorale, qui a le droit d'être représentée par au moins deux députés.
Lors de la législature 2018-2022, la commune de Stans a 11 représentants, celle de Hergiswil 8, celles de Buochs, d'Ennetbürgen et de Stansstad 7 chacune, celle de Beckenried 5, celle d'Oberdorf 4, celles de Dallenwil, Ennetmoos et Wolfenschiessen 3 chacune et celle d'Emmetten 2.

## Composition
Le Landrat compte 60 membres. 
L'élection du 13 mars 2022 donne la composition suivante, :
|                           |                              |                |      |      |        |               |  |  |  |
| Parti                     | Parti                        | Sigle          | Voix | %    | Sièges | +/-           |  |  |  |
|                           | Parti libéral-radical        | PLR            | 3735 | 26,3 | 16     | 1             |  |  |  |
|                           | Le Centre                    | LC             | 3680 | 25,9 | 15     | 1             |  |  |  |
|                           | Union démocratique du centre | UDC            | 3453 | 24,3 | 15     | 0             |  |  |  |
|                           | Les Verts                    | PES            | 1587 | 11,2 | 7      | 1             |  |  |  |
|                           | Vert'libéraux                | PVL            | 1143 | 8,0  | 5      | 5             |  |  |  |
|                           | Parti socialiste             | PS             | 429  | 3,0  | 2      | 1             |  |  |  |
|                           | Divers                       |                |      | 1,3  | 0      | 1             |  |  |  |
| Total des voix            | Total des voix               | Total des voix |      | 100  |        |               |  |  |  |
|                           |                              |                |      |      |        |               |  |  |  |
| Votes valides             |                              |                |      |      |        |               |  |  |  |
| Votes blancs et invalides |                              |                |      |      |        |               |  |  |  |
| Total                     | Total                        | Total          |      | 100  | 60     | en stagnation |  |  |  |
| Abstention                |                              |                |      |      |        |               |  |  |  |
| Inscrits / participation  |                              |                |      |      |        |               |  |  |  |

## Historique
Lors des élections de 2022, les Vert'libéraux entrent pour la première fois au parlement avec cinq sièges, ce qui leur permet de former d'emblée leur propre groupe parlementaire. Le Parti libéral-radical reste le plus grand parti du canton, avec 16 sièges, suivi par Le Centre et l'UDC avec chacun 15 sièges. L'indépendant Pierre Nemitz n'est pas réélu. Le nombre de femmes passe de 13 à 16.